# America First Political Action Conference
L'America First Political Action Conference (AFPAC) est une conférence politique nationaliste blanche fondée en mai 2020 par Nick Fuentes.
L'événement attire à la fois des figures du Parti républicain et des militants d'extrême droite, ce qui suscite des critiques internes au sein du Parti républicain et des préoccupations quant à la normalisation de ses idées.
L'AFPAC s'est tenue à Orlando (Floride) jusqu'en 2022, avant de se déplacer à Détroit pour sa réunion de 2024.

## Présentation

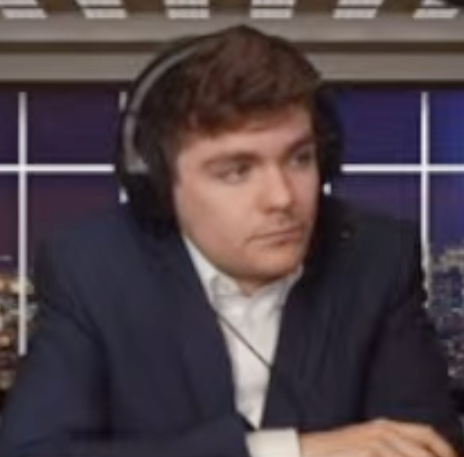
Nick Fuentes, fondateur de l'AFPAC, en 2022.

L'America First Political Action Conference est lancée par Nick Fuentes en mai 2020, qui la dirige depuis,. Jusqu'en 2022, elle se tient à proximité et en parallèle de la Conservative Political Action Conference (CPAC), à Orlando,. En 2024, elle est organisée à proximité du sommet annuel de Turning Point USA, à Détroit.
L'AFPAC se positionne en opposition à ce qu'elle considère comme le « néoconservatisme réchauffé » de la plupart des partisans éminents de Donald Trump, qu'elle qualifie de « Conservative Inc. ». Pour l'AFPAC, ces conservateurs trahissent les principes de Trump en adoucissant son message. Ainsi, l'AFPAC se positionne comme une alternative à la CPAC et à la National Conservatism Conference. Elle est décrite comme étant plus extrémiste que celles-ci,.
Fuentes, connu pour ses discours explicitement racistes, utilise l'AFPAC pour défendre une vision nationaliste axée sur la préservation d'une majorité démographique blanche en Amérique, de l'héritage culturel blanc et sur la réduction drastique de l'immigration. Il la présente comme visant à promouvoir un agenda nationaliste et conservateur inspiré par Donald Trump,.
Pour HuffPost, l'apparition d'élus républicains tels que Marjorie Taylor Greene à l'AFPAC souligne les liens croissants entre certains membres du Parti républicain et le mouvement nationaliste blanc aux États-Unis. Rolling Stone, quant à lui, s'inquiète de l'absence de condamnation de l'AFPAC par la direction du CPAC.

## Historique

### Conférence de 2020
En mars 2020, l'AFPAC rassemble des personnalités telles que Scott Greer, rédacteur sur le site d'alt-right Radix et anciennement sur le site The Daily Caller ; Patrick Casey, dirigeant du groupe nationaliste blanc Identity Evropa ; ainsi que la conservatrice Michelle Malkin.

### Conférence de 2021
En février 2021, des suprémacistes blancs et des membres du Parti républicain sont présents conjointement à l'événement. Le représentant Paul Gosar et l'ancien représentant Steve King sont notamment présents,.
Malgré la présence de membres du Parti républicain, Fuentes ne cache pas l'agenda raciste de l'événement, déclarant lors de la conférence que « les Blancs en ont assez d'être intimidés » et appelle à des actions inspirées par l'assaut du Capitole. Gosar tente de se distancer des propos de Fuentes le lendemain lors de la CPAC, affirmant qu'il s'oppose au « racisme blanc »,.
L'événement est soutenu par Andrew Torba, nationaliste chrétien et fondateur du réseau social Gab.

### Conférence de 2022
En février 2022, Paul Gosar réapparaît à l'AFPAC via une vidéo préenregistrée, tandis que la représentante Marjorie Taylor Greene y fait sa première apparition,. La lieutenant-gouverneure de l'Idaho Janice McGeachin (en) et la sénatrice Wendy Rogers (en) participent également à l'événement. Steve King y prend à nouveau la parole. Au-delà de membres du Parti républicain, le militant d'extrême droite Stew Peters y est également présent.
Lors de son intervention, Fuentes défend l'invasion de l'Ukraine par la Russie, tout en approuvant les comparaisons entre Vladimir Poutine et Adolf Hitler,. L'influenceur suprémaciste blanc Vincent James y véhicule la théorie du complot raciste du grand remplacement et y affirme que les minorités ethniques seraient responsables de la majorité des crimes.
La participation d'élus républicains à cet événement suscite des critiques de la part de plusieurs républicains dont Liz Cheney, Mitch McConnell, Mitt Romney, Kevin McCarthy et la Coalition juive républicaine (en), en raison des positions extrémistes de Fuentes et des discours tenus lors de la conférence,,.
Interrogée au sujet de son apparition, Taylor Greene condamne le racisme et l'antisémitisme de Fuentes tout en minimisant l'importance de ses photos avec lui. Également interrogée, McGeachin minimise l'importance de Fuentes, affirmant que le mouvement associé à l'AFPAC est plus vaste que lui. Gosar, quant à lui, dit que sa vidéo préenregistrée n'était pas destinée à l'AFPAC et lui a été transmise en raison d'une « erreur de communication »,,.

### Conférence de 2024
Après une année sans réunion, l'AFPAC tient sa quatrième édition en juillet 2024, à Détroit. Lors de l'événement, les participants chantent des chants antisémites et performent des saluts nazis. L'AFPAC voit ses activités perturbées par des annulations de dernière minute et des tensions avec les autorités locales.